# Бугарщица
Бугарщиците (на хърватски: bugarštica) са вид хърватски народни песни главно от XVI-XVII век, с юнашки сюжети и характерен 15-сричен размер. Изпълнението им е монотонно и тъжно, наречено бугарене.

## История
Според някои автори, като Иван Шишманов, Кръстьо Мисирков и Матия Мурко, бугарщиците имат български произход, а особеният им размер се дължи на влиянието на изчезнал днес български епичен стил. Други изследователи, като Измаил Срезневски и Роман Якобсон, отхвърлят този възглед и смятат 15-сричната форма за местно развитие с ограничен обхват на фона на преобладаващия сред славянските народи 10-сричен епичен размер.
Смята се, че първата бугарщица е записана през 1497 г. от неаполитанския дворцов поет Роджери де Пачиенца и разказва за Янош Хуниади (Сабинянин Янко), който е затворен в Смедеревската крепост. Била е изпълнена от славяни в чест на кралицата на Неаполитанското кралство.
Последни образци от бугарщици са записани в Хърватия към средата на XVIII в.